# Iglesia matriz San Ignacio de Loyola (Junín)
La Iglesia Matriz San Ignacio de Loyola es el principal templo católico de Junín, Argentina. Está ubicada en la Avenida Benito De Miguel entre Rivadavia y Belgrano, frente a la Plaza 25 de Mayo. San Ignacio de Loyola es el patrono de la ciudad, conmemorándose su fallecimiento cada 31 de julio.
Su estilo es neorrománico con influencias Île-de-France, por lo que resulta similar a muchas iglesias del norte de Francia.

## Historia

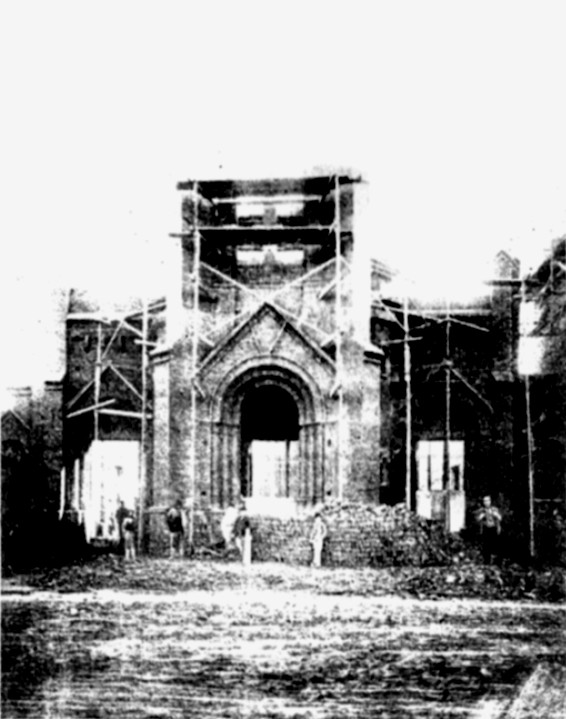
El edificio en construcción, en 1905.

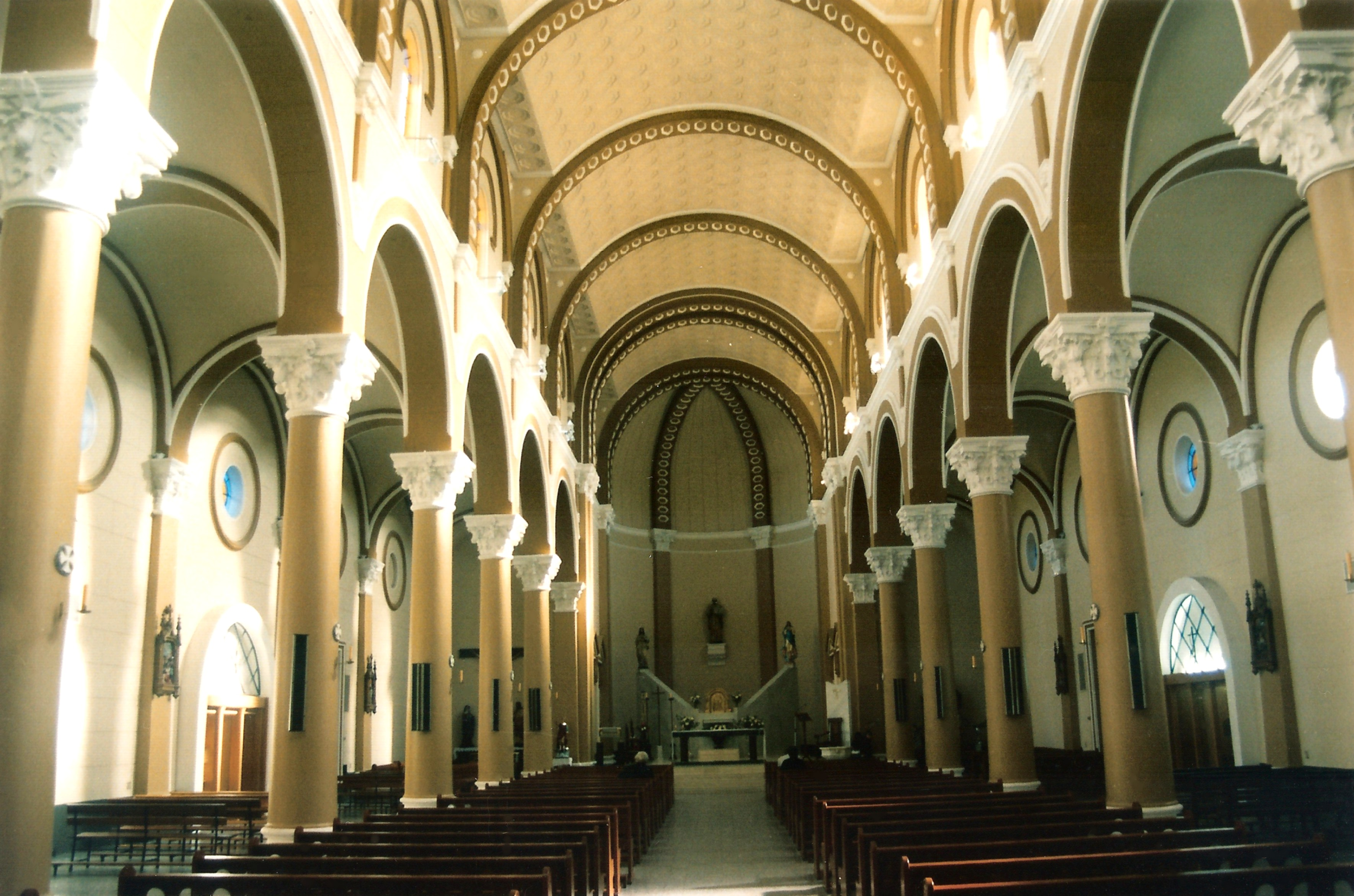
Nave central de la iglesia.

La iglesia original la comenzó a construir Blas Mancebo en marzo de 1833, frente a la Plaza de Armas del Fuerte Federación, en la esquina donde hoy se encuentra el Palacio Municipal de Junín. Ese templo se inauguró a fines de 1834. El techo era de paja retorcida, el frente estaba revocado y tenía frisos. Los muros laterales tenían 3 ventanas. En el interior había un púlpito al que se llegaba por una escalera de caracol por medio de la cual se que accedía a la torre. El primer Capellán fue el Presbítero Carlos Torres.
El 31 de julio de 1867 se inauguró la nueva iglesia. La ceremonia fue encabezada por el Presbítero Bernardino Carelli, cura párroco de Rojas. Cuando la división militar de Rojas se trasladó a Junín, Carelli es designado cura vicario de este último poblado. Se habilitó el Libro de Bautismos de la Parroquia de Junín, asentando la primera ceremonia el día 24 de agosto de 1867. Correspondió al niño Domingo Billó, nacido el 4 de agosto.
En 1902 se demolió el templo de 1867 y se realizó un intercambio de terrenos con la municipalidad: el lugar que ocupaba la iglesia sería utilizado para construir el nuevo Palacio Municipal, mientras que el terreno contiguo que ocupaba este sería destinado al nuevo templo. El Concejo Deliberante trató este tema el 9 de enero de 1903, y poco después comenzaron las obras de los nuevos edificios.
La construcción de la iglesia actual estuvo a cargo de Luis Isabella y Valentín Alessandrini. Los trabajos de carpintería los realizó Antonio Castorina, la herrería Ludovico Rampellini y la pintura Antonio Mazza.
El 19 de enero de 1906 se produce el fallecimiento del general Bartolomé Mitre, por lo que 10 días después se decide realizar un homenaje religioso. Así fue como el lunes 29 de enero de 1906 a las 10:30 se realiza la primera misa en la Iglesia San Ignacio, que aún se encontraba en construcción.
La inauguración oficial del templo se llevó a cabo el martes 1 de octubre de 1907, siendo párroco el presbítero Mariano Alconchel. Sus padrinos fueron don Luis Cornelio Saavedra y su esposa doña Mercedes Duarte de Saavedra.
El viernes 30 de julio de 1920 se inaugura el Altar Mayor, donado por la señora Segunda Schoo de Roca en memoria de su esposo Don Ataliva Roca. Los padrinos de la ceremonia fueron la señora de Roca y el diputado provincial Francisco Costa. La bendición estuvo a cargo del Presbítero Vicente Peira. Es una obra de arte excepcional encargada en 1910 a la casa de arte religioso Christian Mahlknecht de Austria y debía ser entregada en 1914, pero la Primera Guerra Mundial la retuvo en Europa. Los cinco cuerpos pesan 4 toneladas, destacándose la estatua de San Ignacio construida en roble de Tirol.
A fines del siglo XX la iglesia se encontraba con las marcas lógicas del paso del tiempo y la falta de mantenimiento. En 2006, llegando a su centenario, la municipalidad de Junín remodeló totalmente el templo, logrando que recupere su esplendor. También se incorporó un viacrucis francés de 1820, que hasta entonces se encontraba en el Colegio Santa Unión.

## Curas párrocos de Junín
- 1833-1849: Carlos Torres
- 1867-1872: Bernardino Carelli
- 1872-1876: Hermenegildo Conde
- 1876-1878: Vicente Troiteiro
- 1878-1881: Manuel Seijas
- 1881-1882: Miguel Vázquez
- 1882-1889: Manuel Seijas
- 1889-1890: Zoilo Zuazua
- 1890-1895: Hermenegildo de Pagola
- 1895-1897: Tomás Iñarga
- 1897-1903: José Pallice
- 1903-1906: Mariano Alconchel
- 1906-1907: Mariano Howard
- 1907-1907: Jacinto H. Miletti
- 1907-1917: Emilio Chacón
- 1917-1932: Vicente Peira
- 1932-1932: Alejandro Martina*
- 1933-1956: Juan Manuel Respuela
- 1956-1956: Lino Giacinti*
- 1956-1959: Vicente Di Yorio
- 1959-1959:  Gregorio González*
- 1959-1962: Raúl Delfino Nicola
- 1962-1984: Domingo Cancelleri
- 1984-1984: Saverio Montemurro
- 1985-1991: Dante Iorio
- 1989-1991: Alfredo Pironio
- 1991-2009: Armando Luis Rosido
- 2009-presente: Claudio Mosca